# Сарая ас-Салам

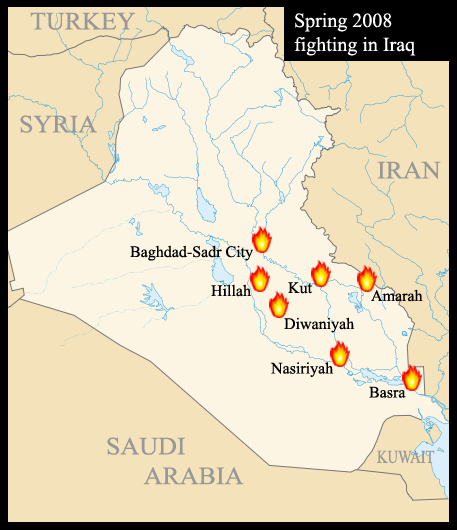
Битви «Сарайя ас-Салам»

«Сарая ас-Салам» (араб. سرايا السلام) — шиїтські озброєні напіввійськові загони, створені іракським радикальним шиїтським лідером Муктадою аль-Садром в червні 2003 року.
Міжнародну популярність ісламська «Армія Магді» отримала 4 квітня 2004 року, коли вона очолила перший великий організований збройний виступ проти окупаційних сил в Іраку. Повстання шиїтів тривало до червня 2004 року. Після двомісячного перемир'я повстання відновилося в серпні і тривало як мінімум місяць.
Загони «Сарайя ас-Салам» озброєні автоматами АК-47, гранатометами, мінометами та іншою легкою стрілецькою зброєю.
6 квітня 2004 року, в місті Ель-Кут українське миротворче з'єднання було атаковане бойовиками «Сарайя ас-Салам». Українці прийняли бій і протягом кількох годин утримували доручені під їхню охорону об'єкти, згодом здобувши перемогу над нападниками. В ході перебігу бойових дій загинув один український військовослужбовець.
1. ↑  http://www.france24.com/fr/20080407-quest-%E2%80%99armee-mahdi-irak